# Porites divaricata
Porites divaricata is een rifkoralensoort uit de familie van de Poritidae. De wetenschappelijke naam van de soort werd in 1821 voor het eerst geldig gepubliceerd door Charles Alexandre Lesueur.